# Meridiungulata
Los meridiungulados (Meridiungulata, "ungulados meridionales") son un clado extinto de mamíferos placentarios originarios de Sudamérica, donde evolucionaron independientemente en dicha isla-continente. Se conocen a menudo como los ungulados sudamericanos. No sería un grupo natural, pero se lo mantiene para diferenciar a los ungulados sudamericanos de otros grupos.
Predominantemente sudamericanos, muchos eran de gran tamaño pero la mayoría de especies eran de tamaño mediano o pequeño y algunas se desarrollaron también en Norteamérica, la Antártida y Asia, donde se supone que se extendieron con éxito durante un tiempo, ya que se han hallado restos en México y Mongolia, y en la Antártida hasta su enfriamiento. Varias especies de litopternos y notoungulados sobrevivieron al Pleistoceno y fueron contemporáneas y cazadas por los grupos humanos.

## Orígenes y parentesco
No se han encontrado caracteres comunes a todos los grupos y las relaciones entre ellos y otros tipos de mamíferos aún están siendo investigadas. Las semejanzas en los dientes son debidas a la evolución  convergente, no sólo entre estos grupos sino también con los ungulados actuales. Las primeras formas de la mayoría de los grupos presentan una dentadura completa, sin especializar, característica de los primeros mamíferos y que se diferenció y especializó mucho más tarde que la de los herbívoros de otras ecorregiones contemporáneas, debido a la falta de competencia.
La clasificación como clado del grupo Meridiungulata, fue propuesta por Malcolm C. McKenna en 1975 para agrupar a los cinco órdenes extintos de mamíferos placentarios ungulados únicos de Sudamérica. Este taxón no sería monofilético, sin embargo se utiliza principalmente para diferenciar a los ungulados sudamericanos de otros grupos de ungulados.  Al no ser posible en la actualidad la extracción de material genético de fósiles de épocas tan antiguas, no se han realizado los análisis moleculares de ADN para intentar comprender su filiación taxonómica exacta.
A comienzos del Terciario, hace entre 50 y 60 millones de años, había un mar abierto, o tal vez nada más que una cadena de islas esporádicas, entre América del Norte y América del Sur. Una situación similar a la actual de Australia con respecto a Eurasia.
Durante la era Terciaria vivió en América del Sur una colección de mamíferos tan exclusiva como la que vive hoy en día en Australia y, en muchos casos, por las mismas razones. Tras pertenecer a una masa continental más o menos unificada, debido a la combinación de la deriva continental con el aumento del nivel del mar, la entonces Gondwana se separó de América del Norte. Posteriormente, la parte occidental y sur  de Gondwana, esto es, el supercontinente Sudamérica-Antártida, se separó del supercontinente África-Madagascar-Arabia-India. Oceanía, Australia-Nueva Zelanda, fue la masa que primero se separó de Gondwana, en concreto de su contacto con la Antártida que permitió el paso de los marsupiales procedentes de Sudamérica a Australia, pero no a Nueva zelanda que ya estaba aislada. Posteriormente Sudamérica se separó intermitentemente también de la Antártida, que tuvo población animal de la región Sudamericana hasta su enfriamiento definitivo.
América del Norte, el primer continente en quedar aislado de la masa mundial, consiguió más adelante prácticamente todos los tipos de mamíferos en evolución, por su conexión con Eurasia, pero a Sudamérica tardaron mucho más en llegar los perisodáctilos, mastodontes, camélidos, roedores y primates. Durante alrededor de 50 millones de años, o tal vez más, desde el Paleoceno hasta el Plioceno, cuando se restableció el istmo, y se produjo el Gran Intercambio Americano, el océano aisló a los mamíferos sudamericanos sobre un continente apartado, que durante varios periodos estuvo separado en penínsulas e incluso en cadenas de islas, en el que no había ningún carnívoro placentario. Como consecuencia de esto, las especies originales tuvieron la oportunidad de diversificarse en una variedad de nichos ecológicos, que en otros lugares del planeta, estaban ocupados por otros grupos.
El fin del Oligoceno, desde hace 38 millones de años hasta hace 26 millones de años, y el comienzo del Mioceno, se establece la gran diversificación mundial de los mamíferos. Diversos cambios climáticos y la deriva continental que hace entrar en contacto varias regiones faunísticas, provocan la extinción o el cambio entre los supervivientes. Como ejemplo, África, la mayor de estas regiones faunísticas desde su separación de Sudamérica permanece aislada con su fauna en evolución en medio del océano Atlántico hasta que durante el Mioceno alcanza la placa continental Eurasiática y se produce otro intercambio faunístico. Es posible que los subórdenes y las familias de meridiungulados ya hubieran evolucionado antes que América del Sur se alejara de América del Norte, al final del Paleoceno. También es probable que formas de meridiungulados aparecidas primeramente en África y Antártida se diversificaran en Sudamérica contribuyendo así a su mayor variedad.
Los atlantogenados procedían a su vez de placentarios relativamente poco especializados, los condilartros del Paleoceno, que mostraban los primeros signos de especialización hacia formas omnívoras o incluso herbívoras. Los condilartros a su vez, descendían de ancestros insectívoros.
Aparte de los meridiungulados y los ungulados actuales, se ha sugerido que los condilartros son los ancestros de diversos grupos extintos de mamíferos, como los mesoniquios.
Análisis de secuencias de colágeno obtenidas del notoungulado Toxodon y del litopterno Macrauchenia dieron como resultado que los ungulados nativos de Sudamérica conforman el grupo hermano de los perisodáctilos, lo que los convierte en ungulados verdaderos y miembros de los laurasiaterios.

## Historia evolutiva
Alrededor de 1900, Florentino Ameghino  inició un catálogo que contiene clasificaciones, estudios, comparaciones y descripciones de más de 9.000 animales extinguidos, muchos de ellos descubiertos por él, procedentes de la Argentina continental: Buenos Aires y Patagonia. El número de meridiungulados encontrados desde entonces, ha aumentado mucho. Los meridiungulados descubiertos hasta la fecha se han incluido en cuatro órdenes, siete subórdenes, 25 familias y más de 200 géneros. Se han identificado como fauna de varias ecorregiones y épocas distintas, en Río Negro, Brasil, Colombia, Ecuador, y la Antártida. Esta clasificación varía según los nuevos restos que se descubren y los autores que llevan a cabo las investigaciones. Algunas se desarrollaron también en Norteamérica en los territorios del actual Estados Unidos, México y Centroamérica; la Antártida, incluyendo las islas de Ross y la península antártica y Asia hasta Mongolia, donde se supone que se extendieron con éxito. Restos de varias especies de macrauquenios y toxodontes fueron encontrados junto a puntas de flecha y  como huesos fragmentados en hogueras, se estima que coexistieron durante 30 000 años con los seres humanos, hasta su extinción hace 8 500 años.

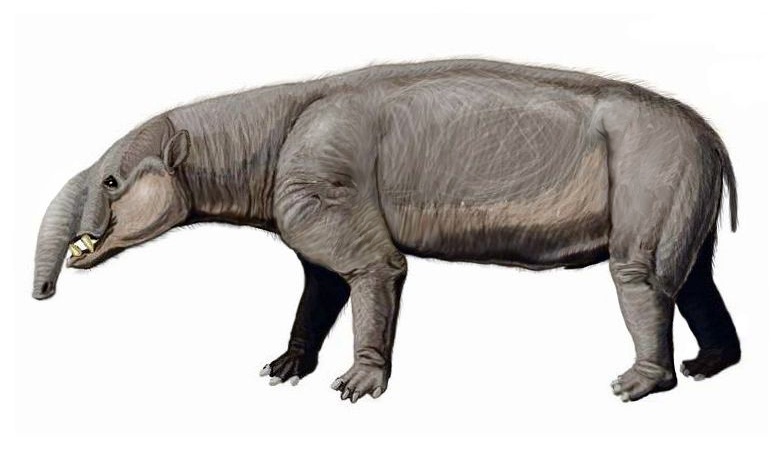
Astrapotherium magnum, Astrapotheria.

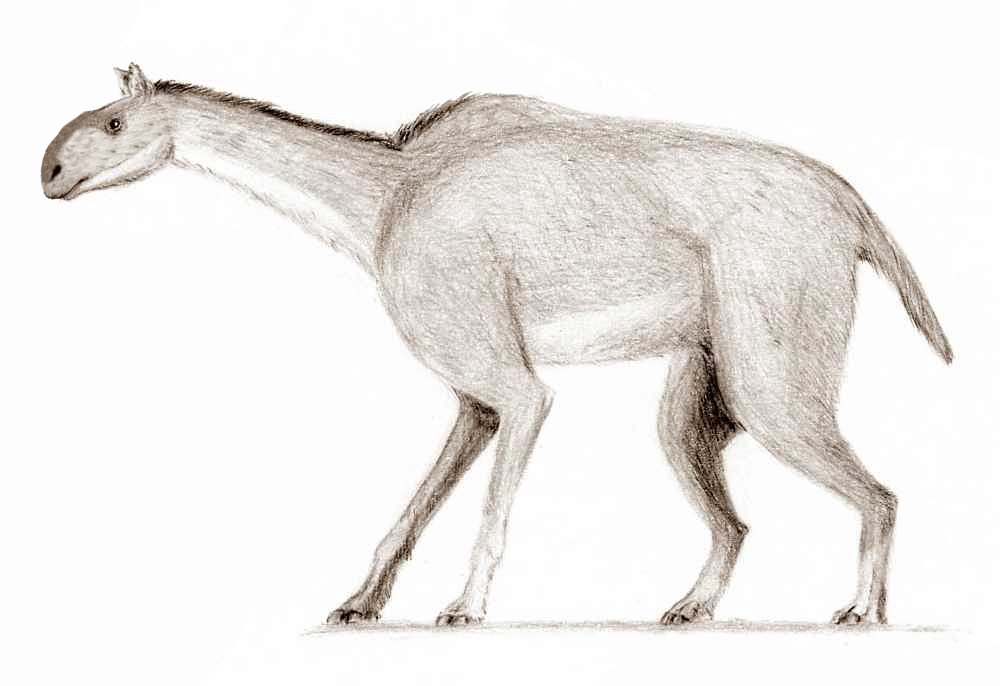
Macrauchenia patachonica, Litopterna.

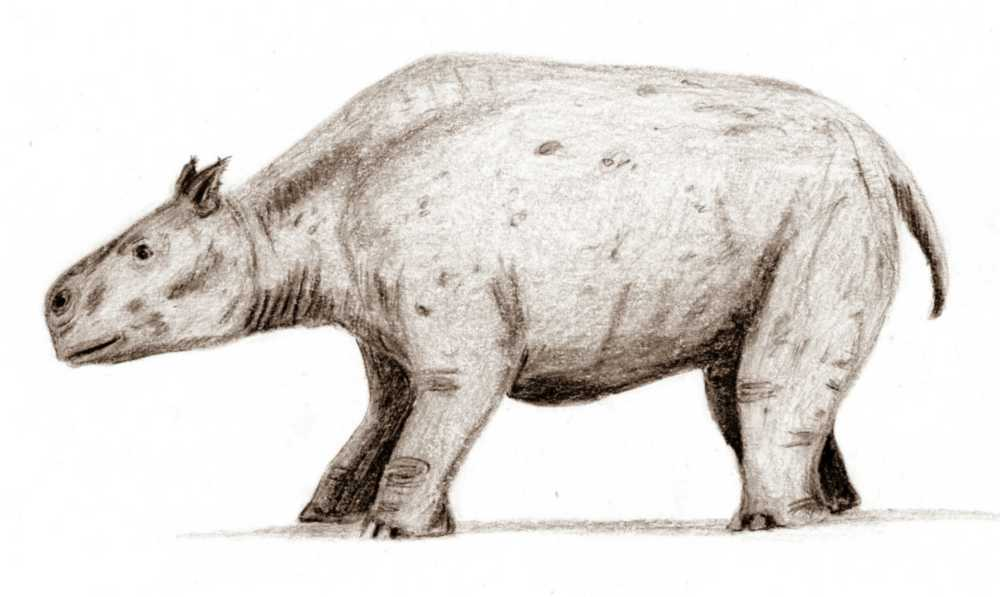
Toxodon platensis, Notoungulata.

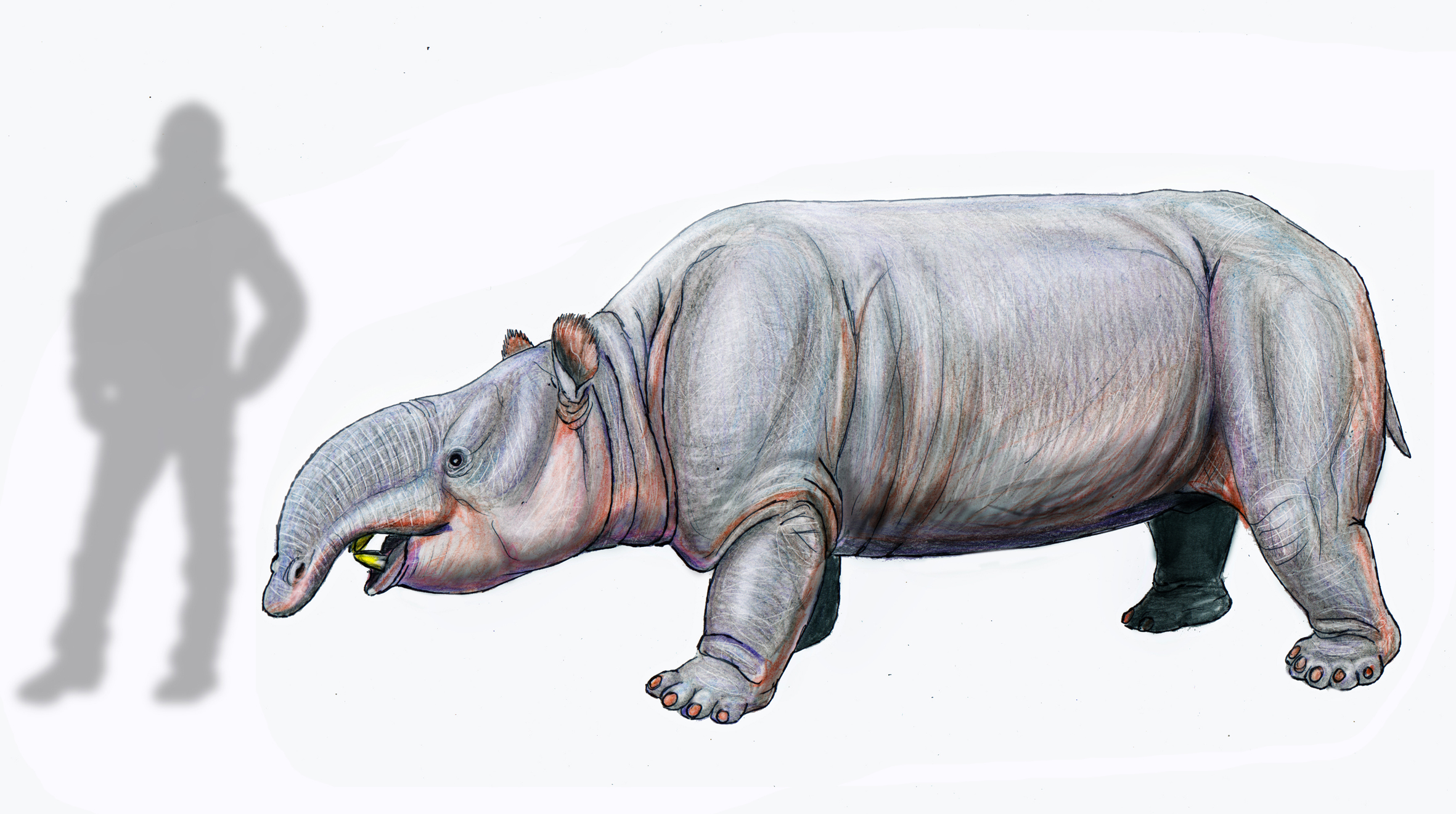
Pyrotherium romeroi, Pyrotheria.

Sudamérica era una isla-continente aislada, con climas muy diversos y condiciones cambiantes propicias para la radiación evolutiva. Los mamíferos sudamericanos, aislados durante mucho tiempo de la era Terciaria del conjunto continental principal (África-Eurasia-Norteamérica), proporcionan un caso de evolución en aislamiento geográfico tan notable como el de los marsupiales en Australia. Tras el aislamiento de Sudamérica en el Eoceno, los herbívoros, incluyendo a los meridiungulados, desarrollaron en poco tiempo una fauna muy rica, que incluía animales de gran tamaño.
La radiación adaptativa de los ungulados paleocenos de América del Sur fue precoz y rápida, lo que dificulta encontrar un modelo filogenético lo suficientemente explicativo. Procedentes de pequeños y primitivos animales herbívoros sin competidores, quizá apenas cercanos entre sí filogenéticamente, evolucionaron independientemente y aislados del resto de los ungulados durante casi todo el extenso periodo del Cenozoico. Muchas de las características de los grupos más recientes son especializadas, de manera que no representan un estadio evolutivo de los mamíferos herbívoros, sino un linaje independiente y terminal, truncado con su extinción.
Los Pyrotheria, los litopternos y los notungulados emergieron en el Eoceno, pero, mientras que los piroterios parece que no sobrevivieron más allá del principio del Oligoceno, los otros dos grupos vivieron en Sudamérica durante todo el Terciario.
En Sudamérica, los notoungulados y los litopternos (Thoatherium, Diadiaphorus y Macrauchenia), tenían un predador que es otro notable ejemplo de convergencia evolutiva: el "lobo" marsupial del Mioceno, Borhyaena. Otros mamíferos del orden de los notoungulados evolucionados en Sudamérica completaban la fauna: toxodontes, que eran parecidos a búfalos y rinocerontes indios, homalodoterios que se parecían a los  calicoterios; tipoterios que parecían conejos, wombats y damanes y en los primeros tiempos, piroterios que eran similares a mastodontes y tapires.
Darwin fue el primero en recoger restos de estos animales que más tarde serían descritos por Owen; Darwin explica que estos fósiles fueron uno de los primeros estímulos en favor de la evolución. Durante millones de años fueron los herbívoros dominantes en los bosques sudamericanos. Pero muchas familias perecieron después de haberse restablecido la conexión con Norteamérica, en el Plioceno, y en el Pleistoceno, ya que estuvieron expuestos a la competencia de las contrapartidas de herbívoros y predadores más avanzados del norte. Las últimas especies desaparecieron hace 8 500 años, después del establecimiento del ser humano.

## Taxonomía
Los meridiungulados incluyen los siguientes órdenes:
- Orden Xenungulata
- Orden Astrapotheria
- Orden Notoungulata
- Orden Litopterna
- Orden Pyrotheria

El orden Astrapotheria, con características comunes con los Pyrotheria y los Xenungulata, clasificado en un orden independiente dentro de los meridiungulados, a la fecha no tiene una taxonomía clara.

## Diversidad

### Orden Xenungulata
El orden  Xenungulata, conteniendo el género Carodnia, se clasificaba en el pasado dentro de Pyrotheria. Actualmente comprende dos familias con tres géneros y varias especies.  La dentición es completa, braquiodonte, con fuertes incisivos tipo cincel, fuertes, grandes y largos caninos. Los molares, al igual que en los piroterios y otros grupos de ungulados, son de tipo bilofodonte, aunque diferentes de los molares de los piroterios.

### Orden Astrapotheria
Los astrapoterios, constituyen un orden reducido pero bien representado de herbívoros de cuerpo bajo, que sobrevivieron desde fines del Paleoceno hasta mediados del Mioceno. Algunos de ellos eran tan grandes como los rinocerontes y tenían colmillos y una trompa pequeña. Junto con algunas especies de litopternos y marsupiales didélfidos, han sido encontrados en estratos del Eoceno Medio de la isla Seymour, en el área de la Tierra de Ross, al este de la península antártica.
Uno de los primeros en aparecer fue Trigonostylops, presentando características más avanzadas que el más conocido Astrapotherium magnum, eran los próximos Astrapothericulus emarginatus , Astrapothericulus peninsulatus, Parastrapotherium trouessarti y los similares Astraponotus, Xenastrapotherium, y Uruguaytherium. 

### Orden Notoungulata
En este grupo se han asimilado una gran cantidad de animales con aspecto muy variado, que ocupaban el nicho de pequeños roedores como el ratón a grandes rumiantes y paquidermos.
Los toxodontes eran animales grandes con patas macizas provistas de tres dedos protegidos por pezuñas, siendo el tercero el mayor de ellos; Toxodon, que sobrevivió hasta el Pleistoceno medía casi 3 metros de longitud y tenía una cabeza enorme, y las patas delanteras más cortas que las traseras.
Los tipoterios y Mesotheriidae. Presentan algunas afinidades en el recubrimiento del esmalte con los lagomorfos que indican que se alimentaban de pastos, raíces y tubérculos. Se supone que eran similares en aspecto y hábitat al wombat australiano, al oso panda, los lagomorfos y los roedores.
Los hegetoterios como  Archaeohyracidae y  Hegetotheriidae eran de pequeño y mediano tamaño con características de ardillas y lagomorfos, con los incisivos característicos de los roedores.

### Orden Litopterna
Los litopternos evolucionaron a formas similares a las de algunos mamíferos actuales con los que no guardan ninguna relación; es un fenómeno de evolución convergente. Especies parecidas a los caballos (Thoatherium y Diadiaphorus) y a los camélidos, y jiráfidos: Macrauchenia.

### Orden Pyrotheria
Los piroterios conforman un grupo de formas bunodontes con tendencia a la bilofodoncia, con una fórmula dental reducida e incisivos que se proyectan hacia adelante. Se han propuesto distintas relaciones entre los piroterios y otros grupos de ungulados, principalmente con los notoungulados y los xenungulata.